# 山下雄大
山下 雄大（やました ゆうじ、1964年9月14日‐ ）は、日本のパフォーマー、俳優。神奈川県大和市出身。身長171cm、血液型A型。愛称は「ゆうさん」。現在はフリー。

## 来歴・人物
5歳の頃より｢劇団若草｣に入り、子役として数々のテレビ・舞台・ラジオ・CM等に出演。  
同じ時期に所属していた杉田かおる、豊原功補、斉藤こず恵とは幼なじみ。  
大学時代には劇団｢激弾B級｣(現在・激弾BKYU)として主に舞台で約10年間活動する。
退団後、教育関係を中心に活動の場を広げ、日本全国の小学校への巡回公演にて、民話や童話のミュージカル公演を続ける。 
同時に独学で始めたパントマイムにて、ソロ公演を各地で展開する。
その後、NHK教育番組小学3年生理科『はてなでスタート』にて、お兄さん｢マネックさん｣役（芸名：凌駕）として3年間テレビ出演する。 
2009年より、紙芝居、琴や三味線・オペラ公演などとのコラボも積極的に参加。
2013年より、「紙芝居」「パントマイム」「マジック」を融合した新しいパフォーマンス・ショーをスタートさせ、現在は全国展開を始めている。
2025年6月、令和6年度大和市文化芸術顕彰文化芸術振興賞を受賞。

## 主な出演作品

### テレビドラマ
- 春の坂道 （1971年、NHK） - 柳生左門(子役)
- パパと呼ばないで 第2回「あたしとどっちが好き？」（1972年、日本テレビ） - 秀男
- アイちゃんが行く! 第4話「倉敷で恋人ゴッコ」（1972年、フジテレビ） - 中村孝
- ファイヤーマン 第5話「ジュラ紀へ落ちた少年」（1973年、日本テレビ） - 文夫
- 流星人間ゾーン 第14話「猛り狂うぞ! ガロガ少年攻撃隊」（1973年、日本テレビ） - 山岸ツヨシ
- トリプル捜査線 第3話「パンダにさらわれた少年」（1973年、フジテレビ） - 岡島勉
- イナズマン 第8話「恐怖砂あらし！大空港沈没!!」（1973年、NETテレビ） - 雷太
- 東芝日曜劇場 第929回「ちゃん」（1974年、TBS） - 亀吉
- 座頭市物語 第22話「父と子の詩」（1975年、フジテレビ）
- 大江戸捜査網 第40話「白頭巾参上 悪を斬る!」（1975年、東京12チャンネル） - 三太
- 痛快!河内山宗俊 第15話「地獄に花をつみに行く」（1976年、フジテレビ）
- 煙が目にしみる （1981年、NHK）
- 花田春吉なんでもやります （1985年、TBS）

### 映画
- セーラー服と機関銃（1981年）
- 大和市市制50周年記念映画「わが街・やまと」（2009年） - 遠藤清彦

### 舞台
- 山下雄大のマイム・マイム'92あっ！？とらんだむ （1992年12月/相鉄本多劇場）

### テレビ
- はてなでスタート (マネック)

### その他
- 千葉県立現代産業科学館 サイエンスステージ「ベルの発明」（ベル）